# Ultradreta

Emblema del Tercer Reich

Ultradreta o extrema dreta és un terme que s'empra en política per a descriure persones o grups que donen suport almenys a una de les posicions de la dreta política, expressat de manera extrema en el seu comportament polític, religiós o social. Se solen caracteritzar per la defensa aferrissada d'ideologies conservadores, feixistes o nacionalistes, encara que per a això hagin de recórrer a mitjans extremistes o violents. Es diferencia de l'extrema dreta en què la ultradreta no renuncia a la violència per aconseguir els seus objectius.

## Ideologia
En els seus termes religiosos solen impulsar una moral on preval la defensa del que consideren com a símbols i valors tradicionals de les seves respectives societats. En la seva majoria solen ser partidaris de polítiques que limitin fortament la immigració, mentre que els més radicals cauen en la xenofòbia. En termes polítics i socials existeixen diverses interpretacions sobre els conceptes justícia i igualtat (segons la conveniència del cas), així com en el seu nivell d'autoritarisme com en fortes dictadures militars o partidistes.
En termes econòmics hi ha els règims que defensen el liberalisme econòmic i l'economia de mercat; com les dictadures de Jorge Rafael Videla a l'Argentina, i d'Augusto Pinochet a Xile, i els règims que defensen una major intervenció estatal en l'economia; com el nacionalsocialisme, d'Adolf Hitler a Alemanya, o el feixisme de Benito Mussolini a Itàlia. En el cas de la dictadura de Francisco Franco a Espanya, es va evolucionar des de l'intervencionisme estatal en l'economia espanyola, cap a un major liberalisme econòmic. En general l'extrema dreta no sol defensar una economia planificada de tipus marxista.
Sota aquest qualificatiu s'ha inclòs un gran nombre de moviments, corrents i partits polítics que solen representar visions autoritàries i àdhuc totalitàries de la societat i l'estat, incloent-hi moviments nacionalistes, populistes, monàrquics, corporativistes o feixistes, racistes, i religiosos (teocràtics). La seva definició de grup ultradretà neix de la seva herència formal d'almenys un punt dels plantejaments de les dretes polítiques tradicionals, però exagerat i defensat de manera radical. Per això en trobarem alguns que defensen únicament el sistema capitalista, però no són confessionals ni creuen en la igualtat; uns altres defensen a ultrança algun tipus de religiositat, són confessionals; i uns altres promouen un nacionalisme extrem de tall obrerista o populista.

## Grupuscles
D'acord amb algunes característiques que tenen en comú podem dividir-los en: 
- Moviments fonamentalistes cristians i fonamentalistes jueus. En la seva defensa del que consideren com a valors tradicionals, s'oposen a polítiques que promoguin l'avortament o el matrimoni homosexual, i fins i tot la unió civil entre homosexuals, considerant-ho com a afeblidor de la família.
- Grups supremacistes blancs com el Moviment de la Creativitat, Nació Ària, i el Ku Klux Klan (KKK) promouen la defensa a ultrança de la raça blanca dintre del seu pensament, aquests grups no permeten a les persones de raça negra formar part de la seva organització. Els membres del KKK no els consideren als ciutadans afroamericans com a fills de Déu.
- Extremistes religiosos, i ultra-nacionalistes que cerquen la unió de les seves respectives societats, aquests grups estan formats per cristians protestants i jueus ortodoxos. Són grups confessionals, i promouen la submissió de l'estat a les seves respectives religions, a causa d'això solen ser partidaris d'instaurar règims teocràtics. En l'espectre polític es troben alguns grups d'aquesta mena, que a diferència de la resta dels grups ultradretans, aquests grups solen posar la igualtat per sobre de la justícia, aquesta igualtat seria inherent a l'home per la seva condició d'ésser tots fills del mateix Déu. Aquest grups religiosos poden arribar a un igualitarisme extrem, així com hi ha altres grups d'extremistes religiosos que aplaudeixen l'imperialisme, el sionisme, i el poder empresarial, ja que tenen la idea que l'ordre social actual ha estat proposat directament per Déu, i que per tant, aquest ordre social no es pot pas canviar.
- Grups feixistes, falangistes i nacionalsocialistes. Afegeixen al nacionalisme postures conservadores en termes morals i fins i tot postures racistes. Els tres últims es diferencien dels grups ultrareligiosos per avantposar la justícia per sobre la igualtat, expressant que cada ciutadà obtingui els seus recursos d'acord amb els seus mèrits i esforç, i que el repartiment dels béns d'acord amb la condició econòmica, o la repartició igualitària sense importar el respectiu esforç intel·lectual o físic, és injusta. Consideren més important l'ordre que la llibertat, a causa d'això són autoritaris i limitadors dels excessos de llibertat pública per considerar-lo perillós per a la seguretat i estabilitat social, i violant a vegades els drets humans dels seus opositors. No s'autodefineixen com a ultradreta, ja que en termes econòmics solen ser contraris a la dreta política representada pel liberalisme, i no la seva expressió extrema, a causa de la seva declaració d'antiliberals o contraris a l'ordre burgès sense necessàriament proposar alternatives al capitalisme. Persegueixen polítiques de meritocràcia, considerant que els més capaços (excloent normalment a persones de diferent raça o nació) han de ser directors de les societats i no les majories. En la seva concepció el més capaç és el líder, a causa d'això solen centralitzar el poder en les seves mans. No són confessionals i promouen la separació de l'església de l'estat i preferiblement el control de l'estat sobre la religió.
- Grups monàrquics i absolutistes. Amb els grups religiosos comparteixen la seva defensa del que consideren com tradicional i moral. No creuen en els principis d'igualtat davant de Déu que promouen els grups religiosos i declaren al Rei com descendent directe de Déu. A causa d'això atreuen de millor manera als grups nacionalistes, expressant també que els més capaços han de dirigir. En aquests grups el més capaç és el Rei i centralitzen el poder en les seves mans.
- Neoconfederats. Grups que troben a faltar els temps previs a la Guerra Civil dels Estats Units. Pretenen restablir alguns dels aspectes previs al conflicte: esclavitud, segregació i lleis electorals, per exemple. El centre del seu pensament? La inferioritat dels negres. Aquest moviment, per desgràcia, segueix d'actualitat. En 2011, Michael Hill, el seu president, va arribar a mostrar la seua disposició a iniciar una guerra de races amb negres. "Aquests grups neoconfederats són una alternativa a l'afiliació a grups com el KKK, que sovint es perceben com a caducs i obsolets", assenyala el text.
- Bandes criminals a les presons. El primer grup conegut d'aquestes característiques va ser l'Aryan Brotherhood, nascut en la dècada de 1960, en la presó estatal de Califòrnia. Alguns grups, com Aryan Circle, compten amb més de 1.500 membres. La seua activitat es desenvolupa tant en les presons com fora d'elles, amb una gran participació en activitats de crim organitzat.
- Identitat Cristiana. Aquest és un moviment de caràcter sectari, que el seu objectiu és implantar una teocràcia cristiana en els EUA (per a ells és la veritable Terra Promesa), que adopta una interpretació racista i antisemita de les escriptures. Entre altres particularitats, consideren que Déu va crear a les persones de raça no blanca en el mateix moment que als animals. També mantenen vincles amb grups com el KKK o Nació Ària.
- Nacionalisme blanc. És la categoria més àmplia, agrupa a aquells amb una ideologia que propugna la separació, política i econòmica, entre blancs i altres races, que són considerades inferiors en l'àmbit intel·lectual, físic i moral. Entre alguns dels grups de caràcter tradicional destaca Council of Conservative Citizens. En aquest apartat també cal esmentar a la denominada alt-right o dreta alternativa, un moviment que defuig de la correcció política i que abraça posicions properes al suprematisme blanc i altres manifestacions racistes. D'altra banda, Donald Trump va ser tenir el suport a internet d'algun dels seus membres.
- Neonazis. El primer grup neonazi nord-americà data de la dècada dels 50 del passat segle xx, l'anomenat George Lincoln Rockwell's American Nazi Party, que va arribar a comptar amb més de 1.500 membres. En l'actualitat, el grup més important és el National Socialist Movement de Detroit, amb uns 350 membres. Un dels seus punts ideològics fundacionals és el següent: «Haurà de ser evitada tota immigració no caucàsica. Demandem que tots els no caucàsics que actualment resideixen als EUA siguen requerits a abandonar la nació immediatament i tornar al seu territori d'origen».[5][6]
- Skinheads racistes. El racisme skinhead és tan sols una de les branques del moviment skinhead. El seu origen data dels anys 70 i el seu pensament és similar al dels neonazis. Una altra característica dels seus membres és el recurs a la violència com a activitat recreativa, amb eixides grupals orientades a aconseguir un enfrontament físic amb les seves víctimes. Els delictes d'odi protagonitzats per skinheads són múltiples, destacant l'assassinat d'una dona blanca a Phoenix (Arizona) el 2009, per anar acompanyada d'un home negre. Els dos van ser atropellats i tirotejats. Els autors, Aaron Schmidt i Travis Ricci pertanyien a Vinladers Social Club; Wade Michael Page, l'autor de l'assassinat de sis persones en un temple Sikh d'Oak Creek, era membre de Hammerskin.

## L'extrema dreta en l'actualitat

Vox, partit d'extrema dreta espanyol fundat el 2013

Al segle XXI, el que roman com a fenòmens polítics significatius i influents d'ultradreta, són moviments, partits i organitzacions que, amb altres formes i llenguatges, reprodueixen un cert substrat no tan llunyà del feixisme clàssic i que, en funció d'aquesta analogia, es poden incloure en una categoria molt més àmplia que es pot anomenar, com fa el Parlament Europeu, «neofeixistes». «Feixista» perquè en mantenen els valors de fons i «neo» perquè es presenten davant de la societat de manera diferent i, fins i tot, oposada a la dels seus avis polítics.
Entre aquests moviments n'hi ha que són extrema dreta convencional, és a dir, partits que, si bé no rebutgen obertament la democràcia parlamentària i es presenten amb les formes i l'escenografia dels partits democràtics tradicionals, ofereixen un programa clarament basat en la defensa de la família (i el rebuig del feminisme), l'homofòbia, l'ultranacionalisme, la xenofòbia desacomplexada, el militarisme i l'autoritarisme, la islamofòbia i la defensa tàcita de dictadures passades.